# Jacqueline Todtenová
Jacqueline Todtenová (* 29. května 1954 Berlín) je východoněmecká atletka, která soutěžila hlavně v hodu oštěpem.
Startovala za Východní Německo na letních olympijských hrách v roce 1972, které se konaly v Mnichově, kde získala stříbrnou medaili a skončila za svou kolegyní Ruth Fuchsovou.